# Eutrapelia
Eutrapelia (z řeč. duchaplnost, vtipnost, přívětivost) je vlastnost člověka vést s každým příjemný rozhovor, tedy rozumět žertům a vtipně odpovědět. Osoba s takovými vlastnostmi se řecky jmenuje eutrapelos.
Je to i jedna z Aristotelových ctností – "zlatá střední cesta" mezi neomaleností a kašpařinami. V Bibli se slovo vyskytuje pouze jednou, v českých překladech Bible je přeloženo jako „laškování“, „šprýmování“ či „dvojsmyslné narážky“.